# Bátina régió

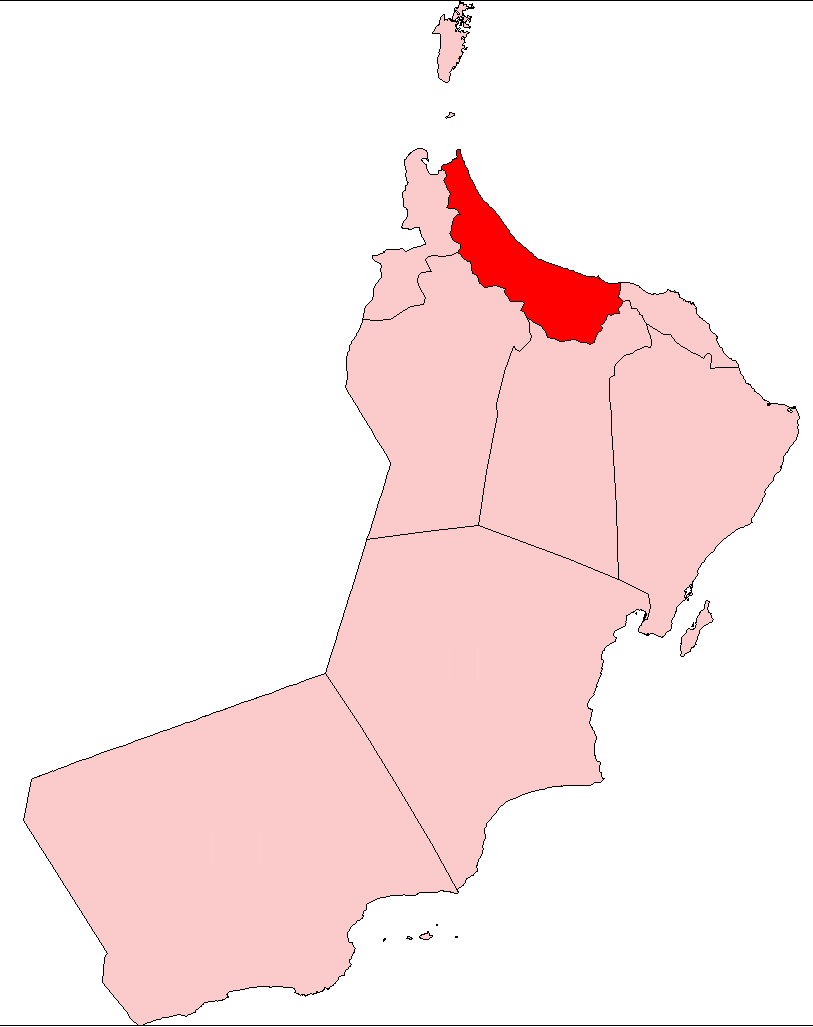
Bátina régió elhelyezkedése Ománon belül

El-Bátina régió (arabul منطقة الباطنة [Minṭaqat al-Bāṭina]) az Omán kilenc tartománya közé tartozó öt régió egyike az ország északi részén. Északnyugaton az Egyesült Arab Emírségek, északkeleten az Ománi-öböl, délkeleten Maszkat kormányzóság és a Belső régió, délnyugaton Záhira régió, nyugat felől pedig Burajmi kormányzóság határolja. Székhelye Szuhár városa. Területe 12 500 km², lakossága a 2010-es népszámlálás adatai szerint 772 590 fő, az összlakosság 27,9%-a.

## Közigazgatási beosztása
Bátina régió tizenkét körzetre (vilája) oszlik. Ezek: Avábi, Barká, Hábúra, Liva, Masznaa, Nahl, Ruszták, Sinász, Szaham, Szuhár, Szuvajk, Vádi l-Maávil.

## Fordítás
Ez a szócikk részben vagy egészben  a   Liste der Regionen und Distrikte in Oman című német Wikipédia-szócikk ezen változatának fordításán alapul.  Az eredeti cikk szerkesztőit annak laptörténete sorolja fel. Ez a jelzés csupán a megfogalmazás eredetét és a szerzői jogokat jelzi, nem szolgál a cikkben szereplő információk forrásmegjelöléseként.